# ステーファノ・サベッリ
ステーファノ・サベッリ（Stefano Sabelli, 1993年1月13日 - ）は、イタリア・ローマ出身のサッカー選手。ジェノアCFC所属。ポジションはディフェンダー。

## 経歴

### クラブ
1993年1月13日、イタリアの首都ローマに生まれた。ASローマの下部組織で育ち、2012年に加入したセリエBのASバーリでプロデビューを果たした。
2016年1月21日、セリエAのカルピFC1909に期限付き移籍で加入した。
2018年6月29日、セリエBのブレシア・カルチョに移籍した。加入初年度にクラブはセリエBを制覇。2019-20シーズンはカルピ時代に次ぐ自身2度目のセリエAの舞台となったが、チームは19位でシーズンを終え、1年でセリエBへの降格となった。
2021年1月20日、セリエBのエンポリFCに移籍した。クラブはリーグ戦で優勝を果たし、自身2度目のセリエBのタイトルを獲得した。
2021年7月20日、セリエAのジェノアCFCに4年契約で加入した。
2022年1月14日、古巣のセリエBのブレシア・カルチョに期限付き移籍で加入した。
2022-23シーズンはセリエBに降格したジェノアに復帰。クラブはリーグ戦で2位に入り、1年でセリエAに復帰した。その後も出場を重ねるなか、2024年11月にはクラブとの契約を2026年まで延長した。

### 代表
各ユース世代のイタリア代表歴を持つ。2015年にはU-21イタリア代表としてUEFA U-21欧州選手権2015に参加した。

## 人物
妻のロベルタ（Roberta）は、ジェノアでのチームメイトであるアレッサンドロ・ヴォリャッコの姉妹であるため、サベッリとヴォリャッコは義理の兄弟の関係に当たる。

## タイトル
ローマ
- カンピオナート・プリマヴェーラ：2010-11
- コッパ・イタリア・プリマヴェーラ（英語版）：2011-2012

ブレシア
- セリエB：2018-2019

エンポリ
- セリエB：2020-2021